# Kodralija (Dečani)
Pour l’article homonyme, voir Kodralija (Đakovica).
Kodrali en albanais et Kodralija en serbe latin (en serbe cyrillique : Кодралија) est une localité du Kosovo située dans la commune/municipalité de Deçan/Dečani, district de Gjakovë/Đakovica (Kosovo) ou de Pejë/Peć (Serbie). Selon le recensement kosovar de 2011, elle compte 808 habitants, dont une majorité d'Albanais.

## Démographie

### Évolution historique de la population dans la localité
| 1948 | 1953 | 1961 | 1971 | 1981 | 1991 | 2011 |
| ---- | ---- | ---- | ---- | ---- | ---- | ---- |
| 380  | 406  | 428  | 527  | 657  | 747  | 808  |

|  |